# 100 найвідоміших цитат з американських фільмів за 100 років за версією AFI
100 найвідоміших цитат з американських фільмів за 100 років за версією AFI (англ. AFI’s 100 Years…100 Movie Quotes) — список ста кращих кіноцитат в американському кіно, оприлюднений в червні 2005 року Американським інститутом кінематографії у телевізійній програмі на CBS. Програма була організована актором Пірсом Броснаном за участі багатьох зірок Голлівуду.
Журі, яке складалося з 1 500 митців, мистецтвознавців та істориків, обрало цитату «Чесно кажучи, моя люба, мені начхати», сказану Кларком Гейблом в епізоді Громадянської війни у фільмі «Звіяні вітром», як таку, що найбільш запам'яталася.

## Критерії відбору
- Цитати з фільмів: фрази або короткі діалоги, сказані в одному з американських фільмів. Тексти пісень не враховуються.
- Вплив на культуру: цитати, використовувані глядачами у своєму власному житті та в екстремальних ситуаціях; які циркулють в поп-культурі, стали частиною національної лексики.
- Кіноцитати, використовувані глядачами, щоб нагадати про потрібний фільм, тим самим забезпечуючи і оживляючи його історичну спадщину.

## Список
| №   | Цитата | Переклад | Персонаж                                                       | Актор/Актриса                | Фільм                                                             | Рік  | Примітки |
| --- | --- | --- | -------------------------------------------------------------- | ---------------------------- | ----------------------------------------------------------------- | ---- | --- |
| 1   | Frankly, my dear, I don't give a damn. | Чесно кажучи, моя люба, мені наплювати. | Ретт Батлер                                                    | Кларк Гейбл                  | Звіяні вітром                                                     | 1939 | |
| 2   | I'm going to make him an offer he can't refuse. | Я збираюся зробити йому пропозицію, від якої він не зможе відмовитися. | Віто Корлеоне                                                  | Марлон Брандо                | Хрещений батько                                                   | 1972 | цитата популярна також і в Україні                                                                           |
| 3   | You don't understand! I coulda had class. I coulda been a contender. I could've been somebody, instead of a bum, which is what I am.                                                                           | Ви не розумієте! Я міг мати заняття. Я міг мати ворогів. Я міг бути ким завгодно замість бродяги, яким я є.                                                                              | Террі Маллой                                                   | Марлон Брандо                | У порту                                                           | 1954 | |
| 4   | Toto, I've got a feeling we're not in Kansas anymore. | Тото, у мене таке відчуття, що ми більше не в Канзасі. | Дороті Ґейл                                                    | Джуді Гарленд                | Чарівник країни Оз                                                | 1939 | цитата у зміненому вигляді (замість Канзазу вставляються інші географічні місця) популярна також і в Україні |
| 5   | Here's looking at you, kid. | Ось дивлюся на тебе, малюк. | Рік Блейн                                                      | Хамфрі Богарт                | Касабланка                                                        | 1942 | цитата популярна також і в Україні. Зокрема її у зміненому вигляді вживав український політик Віталій Кличко |
| 6   | Go ahead, make my day! | Давай, порадуй мене! | Гаррі Каллахан                                                 | Клінт Іствуд                 | Раптовий удар                                                     | 1983 | цитата популярна також і в Україні                                                                           |
| 7   | All right, Mr. DeMille, I'm ready for my close-up. | Добре, пане ДеМілль, я готова для широкого плану. | Норма Десмонд                                                  | Глорія Свенсон               | Бульвар Сансет                                                    | 1950 | |
| 8   | May the Force be with you! | Нехай буде з тобою Сила! | Обі-Ван Кенобі                                                 | Алек Гіннесс                 | Зоряні війни. Епізод IV. Нова надія                               | 1977 | цитата популярна також і в Україні                                                                           |
| 9   | Fasten your seatbelts. It's going to be a bumpy night. | Пристебніть ремені. Буде жорстка нічка. | Марго Ченнінг                                                  | Бетт Девіс                   | Все про Єву                                                       | 1950 | |
| 10  | You talkin' to me? | Це ти мені сказав? | Тревіс Бікль                                                   | Роберт Де Ніро               | Таксист                                                           | 1976 | |
| 11  | What we've got here is (a) failure to communicate. | В даному випадку ми маємо відсутність взаєморозуміння. | Капітан охорони                                                | Строзер Мартін               | Холоднокровний Люк                                                | 1967 | |
| 12  | I love the smell of napalm in the morning! The Smell of Victory | Обожнюю запах напалму вранці! Запах Перемоги! | Білл Кілгор                                                    | Роберт Дюваль                | Апокаліпсис сьогодні                                              | 1979 | цитата популярна також і в Україні                                                                           |
| 13  | Love means never having to say you're sorry. | Любов — це коли не потрібно просити вибачення. | Дженніфер Кавіллері                                            | Елі Макгроу                  | Історія кохання                                                   | 1970 | |
| 14  | The stuff that dreams are made of. | Те, з чого зроблені сни. | Сем Спейд                                                      | Хамфрі Богарт                | Мальтійський сокіл                                                | 1941 | |
| 15  | E.T. phone home. | Іншопланетянин дзвонити додому. | Іншопланетянин                                                 | голос Пет Уелш               | Іншопланетянин                                                    | 1982 | |
| 16  | They call me Mister Tibbs! | Вони кличуть мене містер Тіббс! | Вірджил Тіббс                                                  | Сідні Пуатьє                 | Спекотної ночі                                                    | 1967 | |
| 17  | Rosebud | Бутон троянди | Чарльз Фостер Кейн                                             | Орсон Уеллс                  | Громадянин Кейн                                                   | 1941 | цитата популярна також і в Україні                                                                           |
| 18  | Made it, Ma! Top of the world! | Я зробив це, мам! Я на вершині світу! | Артур «Коді» Джаррет                                           | Джеймс Кегні                 | Біла спека                                                        | 1949 | |
| 19  | I'm as mad as hell, and I'm not going to take this anymore! | Я злий, як чорт, і я більше не збираюся це терпіти! | Говард Біл                                                     | Пітер Фінч                   | Телемережа                                                        | 1976 | |
| 20  | Louis, I think this is the beginning of a beautiful friendship. | Луї, мені здається, це початок прекрасної дружби. | Рік Блейн                                                      | Хамфрі Богарт                | Касабланка                                                        | 1942 | |
| 21  | A census taker once tried to test me. I ate his liver with some fava beans and a nice Chianti. | Переписувач одного разу спробував опитати мене. Я з'їв його печінку з бобами і хорошим к'янті.                                                                                           | Ганнібал Лектер                                                | Ентоні Гопкінс               | Мовчання ягнят                                                    | 1991 | |
| 22  | Bond. James Bond. | Бонд. Джеймс Бонд. | Джеймс Бонд                                                    | Шон Коннері                  | Доктор Ноу та наступні фільми про Джеймса Бонда                   | 1962 | цитата популярна також і в Україні                                                                           |
| 23  | There's no place like home. | Немає нічого кращого за дім. | Дороті Ґейл                                                    | Джуді Гарленд                | Чарівник країни Оз                                                | 1939 | |
| 24  | I am big! It's the pictures that got small. | Я і є велика зірка, просто фільми стали маленькими. | Норма Десмонд                                                  | Глорія Свенсон               | Бульвар Сансет                                                    | 1950 | |
| 25  | Show me the money! | Покажи мені гроші! | Род Тідвелл                                                    | Куба Гудінг мол.             | Джері Магуайер                                                    | 1996 | |
| 26  | Why don't you come up sometime and see me? | Чому б вам як-небудь не прийти і не відвідати мене? | леді Лоу                                                       | Мей Вест                     | Вона була неправа                                                 | 1933 | |
| 27  | I'm walking here! I'm walking here! | Я тут іду! Я тут іду! | Енріко Сальваторе «Ратсо» Ріццо                                | Дастін Гоффман               | Опівнічний ковбой                                                 | 1969 | |
| 28  | Play it, Sam. Play 'As Time Goes By.'" | Зіграй це, Сем. Зіграй «Як час минає». | Ільза Лунд                                                     | Інгрід Бергман               | Касабланка                                                        | 1942 | |
| 29  | You can't handle the truth! | Правда тобі не по зубах! | полковник Нейтан Джессеп                                       | Джек Ніколсон                | Декілька хороших хлопців                                          | 1992 | цитата у зміненому вигляді популярна також і в Україні                                                       |
| 30  | I want to be alone. | Я хочу побути сама. | балерина Грузинськая                                           | Грета Гарбо                  | Гранд-готель                                                      | 1932 | цитата популярна також і в Україні                                                                           |
| 31  | After all, tomorrow is another day! | Зрештою, завтра — це інший день! | Скарлетт О'Хара                                                | Вів'єн Лі                    | Звіяні вітром                                                     | 1939 | |
| 32  | Round up the usual suspects. | Арештуйте звичайних підозрюваних. | капітан французької поліції Луї Рено                           | Клод Рейнс                   | Касабланка                                                        | 1942 | |
| 33  | I'll have what she's having. | Мені — те ж, що і їй. | відвідувачка ресторану                                         | Естель Рейнер                | Коли Гаррі зустрів Саллі                                          | 1989 | |
| 34  | You know how to whistle, don't you, Steve? You just put your lips together and blow. | Ви знаєте як свистіти, чи не так, Стіве? Ви просто сполучаєте губи і дмете. | Марі «Слім» Браунінг                                           | Лорен Беколл                 | Мати й не мати                                                    | 1944 | |
| 35  | You're gonna need a bigger boat. | Тобі знадобиться човен побільше. | Мартін Броуді                                                  | Рой Шайдер                   | Щелепи                                                            | 1975 | |
| 36  | Badges? We ain't got no badges! We don't need no badges! I don't have to show you any stinking badges! | Нагрудні знаки? Ми немає жодних знаків! Ми не треба жодні знаки! Я не маю показувати вам жодних чортових знаків!                                                                         | «Золотий капелюх»                                              | Альфонсо Бедойа              | Скарби Сьєрра-Мадре                                               | 1948 | |
| 37  | I'll be back! | Я повернуся! | Термінатор                                                     | Арнольд Шварценеггер         | Термінатор                                                        | 1984 | цитата популярна також і в Україні                                                                           |
| 38  | Today, I consider myself the luckiest man on the face of the Earth. | Сьогодні я вважаю себе найбільш везучою людиною на Землі. | Генрі Луї «Лу» Геріг                                           | Гері Купер                   | Гордість янкі                                                     | 1942 | |
| 39  | If you build it, he will come. | Збудуй, і він прийде. | Джо Джексон                                                    | Рей Ліотта (голос)           | Поле його мрії                                                    | 1989 | |
| 40  | Mama always said life was like a box of chocolates. You never know what you're gonna get. | Мама завжди казала: «Життя як коробка шоколадних цукерок: ніколи не знаєш, яка начинка тобі попадеться».                                                                                 | Форрест Гамп                                                   | Том Генкс                    | Форрест Гамп                                                      | 1994 | |
| 41  | We rob banks. | Ми грабуємо банки. | Клайд Берроу                                                   | Воррен Бітті                 | Бонні і Клайд                                                     | 1967 | |
| 42  | Plastics. | Пластмаса. | містер Макгвайр                                                | Волтер Брук                  | Випускник                                                         | 1967 | |
| 43  | We'll always have Paris. | У нас завжди буде Париж. | Рік Блейн                                                      | Хамфрі Богарт                | Касабланка                                                        | 1942 | |
| 44  | I see dead people. | Я бачу мертвих людей. | Коул Сіер                                                      | Хейлі Джоел Осмент           | Шосте відчуття                                                    | 1999 | |
| 45  | Stella! Hey, Stella! | Стелла! Ей, Стелла! | Стенлі Ковальскі                                               | Марлон Брандо                | Трамвай «Бажання»                                                 | 1951 | |
| 46  | Oh, Jerry, don't let's ask for the moon. We have the stars. | О, Джеррі, не дозволяйте нам просити місяць. У нас є зірки. | Шарлотта Вейл                                                  | Бетті Девіс                  | Вперед, мандрівник                                                | 1942 | |
| 47  | Shane. Shane. Come back! | Шейн. Шейн. Повернися! | Джоуї Старрет                                                  | Брендон Де Вайлд             | Шейн                                                              | 1953 | |
| 48  | Well, nobody's perfect. | У кожного свої недоліки. | Озгуд Філдинґ Третій                                           | Джо Е. Браун                 | У джазі тільки дівчата                                            | 1959 | |
| 49  | It's alive! It's alive! | Воно живе! Живе! | Генрі Франкенштейн                                             | Колін Клайв                  | Франкенштейн                                                      | 1931 | |
| 50  | Houston, we have a problem. | Х'юстоне, у нас проблема. | Джеймс Ловелл                                                  | Том Генкс                    | Аполлон-13                                                        | 1995 | цитата популярна також і в Україні                                                                           |
| 51  | You've got to ask yourself one question: 'Do I feel lucky?' Well, do ya, punk? | Тепер ти ставиш собі одне питання: «Пощастить мені?» Ну, пощастить, покидьок? | Гаррі Каллаган                                                 | Клінт Іствуд                 | Брудний Гаррі                                                     | 1971 | |
| 52  | You had me at 'hello'. | Я була твоя вже на «привіт». | Дороті Бойд                                                    | Рене Зеллвегер               | Джері Магуайер                                                    | 1996 | |
| 53  | One morning I shot an elephant in my pajamas. How he got in my pajamas, I don't know. | Одного ранку я підстрелив слона у власній піжамі. Як він опинився в моїй піжамі, я не знаю.                                                                                              | Капітан Сполдінг                                               | Граучо Маркс                 | Знищувачі тварин                                                  | 1930 | |
| 54  | There's no crying in baseball! | Ніхто не плаче в бейсболі! | Джимі Дуган                                                    | Том Генкс                    | Їхня власна ліга                                                  | 1992 | |
| 55  | La-dee-da, la-dee-da. | Ла-ді-да, ла-ді-да. | Енні Голл                                                      | Даян Кітон                   | Енні Голл                                                         | 1977 | |
| 56  | A boy's best friend is his mother. | Кращий друг хлопця — це його мати. | Норман Бейтс                                                   | Ентоні Перкінс               | Психо                                                             | 1960 | |
| 57  | Greed, for lack of a better word, is good. | Жадібність, за відсутністю кращого слова, — це добре. | Гордон Гекко                                                   | Майкл Дуглас                 | Волл-стріт (фільм)                                                | 1987 | |
| 58  | Keep your friends close, but your enemies closer. | Тримай своїх друзів близько, а ворогів ще ближче. | Майкл Корлеоне                                                 | Аль Пачіно                   | Хрещений батько 2                                                 | 1974 | цитата популярна також і в Україні                                                                           |
| 59  | As God is my witness, I'll never be hungry again. | Бог мені свідок, — я не дам їм зломити мене! Я пройду через все це, а коли це скінчиться — я ніколи не буду голодувати.                                                                  | Скарлетт О'Хара                                                | Вів'єн Лі                    | Звіяні вітром                                                     | 1939 | |
| 60  | Well, here's another nice mess you've gotten me into! | Ну, ось ще одна халепа, в яку ти мене втягнув! | Олівер                                                         | Олівер Харді                 | Сини пустелі                                                      | 1933 | |
| 61  | Say 'hello' to my little friend! | Привітайся з моїм маленьким другом! | Тоні Монтана                                                   | Аль Пачіно                   | Обличчя зі шрамом                                                 | 1983 | |
| 62  | What a dump. | Що за звалище! | Роза Молін                                                     | Бетт Девіс                   | За лісом                                                          | 1983 | |
| 63  | Mrs. Robinson, you're trying to seduce me. Aren't you? | Місіс Робінсон, ви намагаєтеся мене спокусити, чи не так? | Бен Бреддок                                                    | Дастін Гоффман               | Випускник                                                         | 1967 | |
| 64  | Gentlemen, you can't fight in here! This is the War Room! | Панове, Ви не можете битися тут. Це — Воєнна кімната! | Президент Меркін Маффлі                                        | Пітер Селлерс                | Доктор Стрейнджлав, або Як я перестав хвилюватись і полюбив бомбу | 1964 | |
| 65  | Elementary, my dear Watson. | Елементарно, мій дорогий Ватсон. | Шерлок Холмс                                                   | Безіл Ретбоун                | Пригоди Шерлока Холмса                                            | 1939 | |
| 66  | Get your stinking paws off me, you damned dirty ape. | Прибери від мене свої смердючі лапи, проклята брудна мавпа. | Джордж Тейлор                                                  | Чарлтон Хестон               | Планета мавп                                                      | 1968 | |
| 67  | Of all the gin joints in all the towns in all the world, she walks into mine. | Стільки кабаків розкидано по всьому світу, а вона вибирає мій. | Рік Блейн                                                      | Хамфрі Богарт                | Касабланка                                                        | 1942 | |
| 68  | Here's Johnny! | А ось і Джонні! | Джек Торренс                                                   | Джек Ніколсон                | Сяйво                                                             | 1980 | |
| 69  | They're here! | Вони тут! | Керол Енн Фрілінг                                              | Хізер О'Рурк                 | Полтергейст                                                       | 1982 | |
| 70  | Is it safe? | Це безпечно? | доктор Крістіан Шелл                                           | Лоуренс Олів'є               | Марафонець                                                        | 1976 | |
| 71  | Wait a minute, wait a minute. You ain't heard nothin' yet! | Почекайте, почекайте, ви ще нічого не чули! | Яша Рабінович / Джек Робін                                     | Ел Джолсон                   | Співак джазу                                                      | 1927 | |
| 72  | No wire hangers, ever! | Жодних дротових вішалок! | Джоан Кроуфорд                                                 | Фей Данавей                  | Найдорожча мати                                                   | 1981 | |
| 73  | Mother of mercy, is this the end of Rico? | Матір Божа, Ріко кінець? | Цезар Енріко «Ріко» Банделло                                   | Едвард Г. Робінсон           | Маленький Цезар                                                   | 1931 | |
| 74  | Forget it, Jake, it's Chinatown. | Забудь, Джейк, це Чайнатаун | Лоуренс Уолш                                                   | Джо Мантелл                  | Китайський квартал                                                | 1974 | |
| 75  | I have always depended on the kindness of strangers. | Я все життя залежала від доброти незнайомців. | Бланш Дюбуа                                                    | Вів'єн Лі                    | Трамвай «Бажання»                                                 | 1951 | |
| 76  | Hasta la vista, baby. | До зустрічі, крихітко. | Термінатор                                                     | Арнольд Шварценеггер         | Термінатор 2: Судний день                                         | 1991 | цитата популярна також і в Україні                                                                           |
| 77  | Soylent Green is people! | Зелений сойлент — це люди! | Роберт Торн                                                    | Чарлтон Гестон               | Зелений сойлент                                                   | 1973 | |
| 78  | Open the pod bay doors, HAL. | Відчини двері модуля, ХЕЛ. | Дейв Боумен                                                    | Кір Дуллі                    | Космічна одіссея 2001 року                                        | 1968 | |
| 79  | Striker: «Surely you can't be serious.» Rumack: «I am serious…and don't call me Shirley.» | Страйкер: «Звичайно, ти не можеш бути серйозним.» Рамек: «Я серйозний… і не називай мене Ширлі»                                                                                          | Тед Страйкер та Доктор Рамек                                   | Роберт Гейс та Леслі Нільсен | Аероплан!                                                         | 1980 | |
| 80  | Yo, Adrian! | Йо, Едріан! | Роккі Бальбоа                                                  | Сільвестер Сталлоне          | Роккі                                                             | 1976 | |
| 81  | Hello, gorgeous! | Привіт, красуня! | Фанні Брайс                                                    | Барбра Стрейзанд             | Смішна дівчина                                                    | 1968 | |
| 82  | Toga! Toga! | Тога! Тога! | Джон «Блуто» Блутарскі                                         | Джон Белуші                  | Звіринець                                                         | 1978 | |
| 83  | Listen to them. Children of the night. What music they make. | Слухайте їх! Діти ночі! Їхня музика! | граф Дракула                                                   | Бела Лугоши                  | Дракула                                                           | 1931 | |
| 84  | Oh, no, it wasn't the airplanes. It was Beauty killed the Beast. | О, ні, це не літаки. Це Краса вбила Чудовисько. | Карл Денхам                                                    | Роберт Армстронг             | Кінг-Конг                                                         | 1933 | |
| 85  | My precious. | Моє золотце. | Голум                                                          | Енді Серкіс                  | Володар перснів: Дві вежі                                         | 2002 | цитата популярна також і в Україні                                                                           |
| 86  | Attica! Attica! | Аттіка! Аттіка! | Сонні Ворцик                                                   | Аль Пачіно                   | Собачий полудень                                                  | 1975 | |
| 87  | Sawyer, you're going out a youngster, but you've got to come back a star! | Сойєр, ти йдеш хлопчиком, але повернутися маєш зіркою! | Джуліан Марш                                                   | Ворнер Бакстер               | 42-га вулиця                                                      | 1933 | |
| 88  | Listen to me, mister. You're my knight in shining armor. Don't you forget it. You're going to get back on that horse, and I'm going to be right behind you, holding on tight, and away we're gonna go, go, go! | Послухайте мене, містер. Ви мій лицар у сяючих обладунках. Не забувайте цього. Ви повернетеся на цьому коні, і я буду поруч з вами, тримаючись міцно, і ми поїдемо далеко-далеко-далеко! | Етель Тайер                                                    | Кетрін Гепберн               | На золотому озері                                                 | 1981 | |
| 89  | Tell 'em to go out there with all they got and win just one for the Gipper. | Скажи їм вийти з тим, що є, і просто виграти заради Гіппера. | Кнут Ронкі                                                     | Пет О'Брайен                 | Кнут Ронкі, справжній американець                                 | 1940 | |
| 90  | A martini. Shaken, not stirred. | Мартіні. Збовтати але не змішувати. | Джеймс Бонд                                                    | Шон Коннері                  | Голдфінгер та наступні фільми про Джеймса Бонда                   | 1964 | цитата популярна також і в Україні                                                                           |
| 91  | Who's on First? | Хто на першій базі? | Декстер                                                        | Бад Ебботт                   | Шалені дев'яності                                                 | 1945 | |
| 92  | Cinderella story. Outta nowhere. A former greenskeeper, now, about to become the Masters champion. It looks like a mirac…It's in the hole! It's in the hole! It's in the hole!                                 | Історія Попелюшки. З'явився невідомо звідки. Колишній працівник, відповідальний за поле для гольфу, ось-ось стане чемпіоном. Це як чу… Він в лунці! Він в лунці! Він в лунці!            | Карл Спаклер                                                   | Білл Мюррей                  | Гольф-клуб                                                        | 1980 | |
| 93  | Life is a banquet, and most poor suckers are starving to death! | Життя — це бенкет, а більшість скигліїв вмирає з голоду! | Мейм Деніс                                                     | Розалінд Расселл             | Тітонька Мейм                                                     | 1958 | |
| 94  | I feel the need — the need for speed! | Я відчуваю жагу - жагу швидкості! | лейтенант Піт «Меверік» Мітчелл і лейтенант Нік «Гусак» Бредшо | Том Круз і Ентоні Едвардс    | Найкращий стрілець                                                | 1986 | цитата популярна також і в Україні                                                                           |
| 95  | Carpe diem. Seize the day, boys. Make your lives extraordinary. | Carpe diem. Ловіть момент, хлопчики. Зробіть своє життя екстраординарним. | Джон Кітінг                                                    | Робін Вільямс                | Спілка мертвих поетів                                             | 1989 | |
| 96  | Snap out of it! | Припини це! | Лоретта Касторіні                                              | Шер                          | Влада Місяця                                                      | 1987 | |
| 97  | My mother thanks you. My father thanks you. My sister thanks you. And I thank you. | Моя мати дякує тобі. Мій батько дякує тобі. Моя сестра дякує тобі. І я дякую тобі. | Джордж М. Коган                                                | Джеймс Кегні                 | Янкі Дудл Денді                                                   | 1942 | |
| 98  | Nobody puts Baby in a corner. | Ніхто не запхне Крихітку в кут. | Джонні Кастл                                                   | Патрік Свейзі                | Брудні танці                                                      | 1987 | |
| 99  | I'll get you, my pretty, and your little dog too! | Я тобі покажу, моя мила! І твоєму собачці теж! | Зла відьма Заходу                                              | Маргарет Хемілтон            | Чарівник країни Оз                                                | 1939 | |
| 100 | I'm the king of the world! | Я — король світу! | Джек Доусон                                                    | Леонардо Ді Капріо           | Титанік                                                           | 1997 | цитата популярна також і в Україні                                                                           |

## Цікаві факти
Найбільш цитований фільм — «Касабланка» — 6 цитат. Таблиця фільмів-лідерів цитування виглядає так:
| Місце | Фільм              | Кількість цитат |
| 1     | Касабланка         | 6               |
| 2-3   | Звіяні вітром      | 3               |
| 2-3   | Чарівник країни Оз | 3               |
| 4-7   | Бульвар Сансет     | 2               |
| 4-7   | Випускник          | 2               |
| 4-7   | Джері Магуайер     | 2               |
| 4-7   | Трамвай «Бажання»  | 2               |

Персонаж з найбільшою кіількістю цитат — Рік Блейн («Касабланка»), 4 цитати якого потрапили до рейтингу. Інші цитовані персонажі:
| Місце | Персонаж        | Фільм                                 | Кількість цитат |
| 1     | Рік Блейн       | Касабланка                            | 4               |
| 2-7   | Дороті Ґейл     | Чарівник країни Оз                    | 2               |
| 2-7   | Джеймс Бонд     | Доктор Ноу і Голдфінгер               | 2               |
| 2-7   | Норма Десмонд   | Бульвар Сансет                        | 2               |
| 2-7   | Скарлетт О'Хара | Звіяні вітром                         | 2               |
| 2-7   | Термінатор      | Термінатор, Термінатор 2: Судний день | 2               |
| 2-7   | Гаррі Каллахан  | Раптовий удар, Брудний Гаррі          | 2               |

Актор Гамфрі Боґарт вимовив найбільше цитат — 5. Нижче — інші актори-лідери:
| Місце | Актор/Актриса        | Фільм                                                  | Кількість цитат |
| 1     | Гамфрі Боґарт        | Касабланка, Мальтійський сокіл                         | 5               |
| 2-6   | Аль Пачіно           | Хрещений батько 2, Обличчя зі шрамом, Собачий полудень | 3               |
| 2-6   | Бетт Девіс           | Все про Єву, Вперед, мандрівник, За лісом              | 3               |
| 2-6   | Марлон Брандо        | Хрещений батько, У порту, Трамвай «Бажання»            | 3               |
| 2-6   | Том Генкс            | Форрест Гамп, Аполлон-13, Їхня власна ліга             | 3               |
| 2-6   | Вів'єн Лі            | Звіяні вітром, Трамвай «Бажання»                       | 3               |
| 7-15  | Джек Ніколсон        | Декілька хороших хлопців, Сяйво                        | 2               |
| 7-15  | Джеймс Кегні         | Біла спека, Янкі Дудл Денді                            | 2               |
| 7-15  | Джуді Гарленд        | Чарівник країни Оз                                     | 2               |
| 7-15  | Глорія Свенсон       | Бульвар Сансет                                         | 2               |
| 7-15  | Дастін Гоффман       | Опівнічний ковбой, Випускник                           | 2               |
| 7-15  | Клінт Іствуд         | Раптовий удар, Брудний Гаррі                           | 2               |
| 7-15  | Чарлтон Гестон       | Зелений сойлент, Планета мавп                          | 2               |
| 7-15  | Арнольд Шварценеггер | Термінатор, Термінатор 2: Судний день                  | 2               |
| 7-15  | Шон Коннері          | Доктор Ноу, Голдфінгер                                 | 2               |